# ألبرت بيير
ألبرت بيير (بالألمانية: Albert Beier)‏ هو لاعب كرة قدم ألماني، ولد في 28 سبتمبر 1900 في هامبورغ في ألمانيا، وتوفي بنفس المكان في 21 سبتمبر 1972. شارك مع منتخب ألمانيا لكرة القدم. أما مع النوادي، فقد لعب مع نادي هامبورغ.

## وصلات خارجية
- ألبرت بيير على موقع الاتحاد الدولي (مؤرشف)  (الإنجليزية)
- ألبرت بيير على موقع قاعدة بيانات كرة القدم.إي يو (الإنجليزية)
- ألبرت بيير على موقع بيانات كرة القدم. دي إي (الألمانية)
- ألبرت بيير على موقع ناشيونال فوتبول تيمز (الإنجليزية)
- ألبرت بيير على موقع عالم كرة القدم.نت (الإنجليزية)
- ألبرت بيير على موقع أوليمبيديا (الإنجليزية)